# 小行星3695
小行星3695（3695 Fiala）是一颗绕太阳运转的小行星，为主小行星带小行星。该小行星于1973年10月21日发现。

## 轨道参数
小行星3695的轨道半长轴为2.3486645 UA，离心率为0.232。